# Mycale cliftoni
Mycale cliftoni är en svampdjursart som först beskrevs av Gray 1867.  Mycale cliftoni ingår i släktet Mycale och familjen Mycalidae. Inga underarter finns listade i Catalogue of Life.